# 卡塔马卡省
卡塔马卡省（Catamarca）為南美國家阿根廷二十三省之一，位於阿根廷東北部，首府為卡塔马卡（San Fernando del Valle de Catamarca）。